# Marsové (Itálie)
Marsové byli italičtí obyvatelé starověké Itálie s hlavním centrem v Marruviu na východním břehu Fucinského jezera, které bylo koncem 19. století kvůli získání zemědělské půdy zcela vysušeno. Oblast, ve které žili, se nyní nazývá Marsica. V době římské republiky lidé v tomto regionu hovořili marsijštinou, o čemž svědčí několik dochovaných nápisů. Lingvisté jí klasifikují jako jednu z osko-umberské větve italických jazyků.

## Dějiny

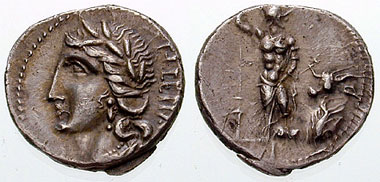
Stříbrný denár z roku v 89 př. n. l. z ražby marsické konfederace během spojenecké války. Zrcadlově obrácený text na pravém okraji mince je v oskičtině a zní UILETIV (víteliú = Italia).

Marsové jsou poprvé zmíněni jako členové konfederace se sousedními kmeny Vestiny, Paeligny a Marruciny. V roce 308 př. n. l. se připojili k Samnitům a po jejich podrobení se v roce 304 př. n. l. stali spojenci expandujícího Říma. Po krátkém povstání o dva roky později, za které byli potrestáni ztrátou území, byli znovu přijati za spojence Říma a zůstali mu věrni až do spojenecké války, přičemž jejich vojenský kontingent byl vždy považován za výkvět italických sil. V této válce, která se díky bojovým kvalitám marsických povstalců často označuje také jako Marsická válka, bojovali pod vedením svého vůdce Quinta Poppaedia Silona statečně proti přesile, a přestože byli často poraženi, bylo výsledkem války přiznání římského občanství povstalým spojencům.
V roce 303 př. n. l. byla poblíž severozápadního cípu Fucinského jezera na přilehlém aequijském území založena latinská kolonie Alba Fucens, takže od počátku 3. století př. n. l. byli Marsové v kontaktu s latinsky mluvícími sousedy; další latinská kolonie dále na západ byla založena roku 298 př. n. l. v Carsioli. Nejstaršími čistě latinskými nápisy v oblasti se zdají být ty z okolí Supina; svým charakterem spadají obecně do období bratrů Gracchů, ačkoli by mohly být i poněkud staršího data.
Historik Mommsen poukázal na to, že všechny mince ražené za spojenecké války Poppaediem Silonem mají latinský nápis Italia, zatímco vůdcové ostatních vzbouřených italických kmenů – s jedinou výjimkou – používali na mincích nápisy v oskičtině.

## Jazyk

### Korpus
Marsické nápisy jsou podle stylu abecedy datovány do období asi mezi lety 300–150 př. n. l. Filolog Robert Conway uvádí devět nápisů, jeden z Ortony a po dvou z Marruvia, Lecce, Trasakka a Luka. Kromě toho se dochovalo v latinské podobě několik glos, místních jmen a několik desítek osobních jmen.

### Fonologie
Jazyk Marsů se od soudobé římské latiny lišil jen velmi mírně, neboť zdánlivě stažené tvary, jako je marsické Fougno místo latinského Fucino, mohou být ve skutečnosti pouze záležitostí pravopisu. V závěrečných slabikách se všechny dvojhlásky ai, ei a oi  objevují jako jednoduché e. Na druhé straně starší forma jména kmene (dativ plurálu Martses = latinsky Martiis = Marsům) dokládá jeho původ a vykazuje asibilaci skupiny -tio- na -tso-  vlastní oskičtině a naopak cizí klasické latině.

## Bronzová plaketa z Fucinského jezera

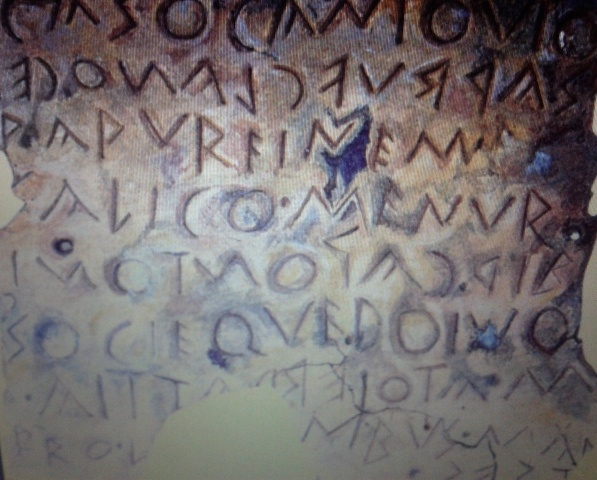
Reprodukce nápisu na plaketě

Popsaná bronzová plaketa byla nalezena v roce 1877 na dně Fucinského jezera během jeho úplného odvodňování poblíž dnešní obce Luco dei Marsi. Plaketa byla vystavena v Muzeu knížete Alessandara Torlonii, kde byla před zveřejněním fotografována. V roce 1894 se odtud ztratila a od té doby ji již nikdo neviděl. Na fotografii plakety je následující text:
caso cantouio | s aprufclano cei | p apur finem e.. | salicom 
en ur | bid casontonio | socieque dono | m ato.er.a[n]ctia | pro
le[gio]nibus mar | tses.
Nápis pravděpodobně hovoři o votivní oběti (donom) – snad kanců (apruf) – místní bohyni Angitii (a[n]tia) jménem marsických legií (pro le[gio]nibus martses).

## Náboženství
Hlavní chrám a háj bohyně Angitie stál poblíž jihozápadním cípu Fucinského jezera nedaleko vyústění odvodňovacího tunelu, který nechal prokopat císař Claudius (obnovil ho kníže Torlonia), a vesnice Luco dei Marsi. Byla (nebo byly, protože jméno je v latinském nápisu v množném čísle) byla široce uctívána v horách střední Itálie jako bohyně léčení, obzvláště hadího kousnutí, pomocí bylin z marsických lesů a zaklínání, které provozovali místní obyvatelé až do novověku. Jejich zemi považovali Římané za domov čarodějnictví.